# Amedeo Felisa
Amedeo Felisa (né en 1946 à Milan) est un ingénieur automobile italien, administrateur délégué de Ferrari de mars 2008 à mai 2016.
Il est depuis 2022 le directeur général d'Aston Martin.

## Biographie
Amedeo Felisa fait ses études à l'école polytechnique de Milan et obtient son diplôme d'ingénieur. Il commence sa carrière dans le département « Recherche & Développement » d'Alfa Romeo en 1972, puis prend la responsabilité du département développement produit en 1987, avant de rejoindre Ferrari en 1990 comme directeur technique. 
En 2001, il prend la tête du département « Grand Tourisme » de la célèbre marque italienne au cheval cabré, puis est nommé directeur général adjoint de Ferrari SpA en juin 2004. 
En novembre 2006, il devient le directeur général de Ferrari puis, après le départ de Jean Todt en mars 2008, administrateur délégué de la marque jusqu'en mai 2016.

### Travaux chez Ferrari
Lors de ses débuts chez Ferrari, le premier projet sur lequel travaille Amedeo Felisa est la mise à jour de la Ferrari Testarossa en 512TR. Il participa par la suite au développement de la 550 Maranello, de la 456 et à la reconversion de la 348 en F355. 
Il entreprit son premier développement en tant que chef de projet en 1997 avec la 360 Modena.

### Directeur D'Aston Martin
Il est depuis 2022 le directeur général d'Aston Martin.